# Meren van Weiswampach

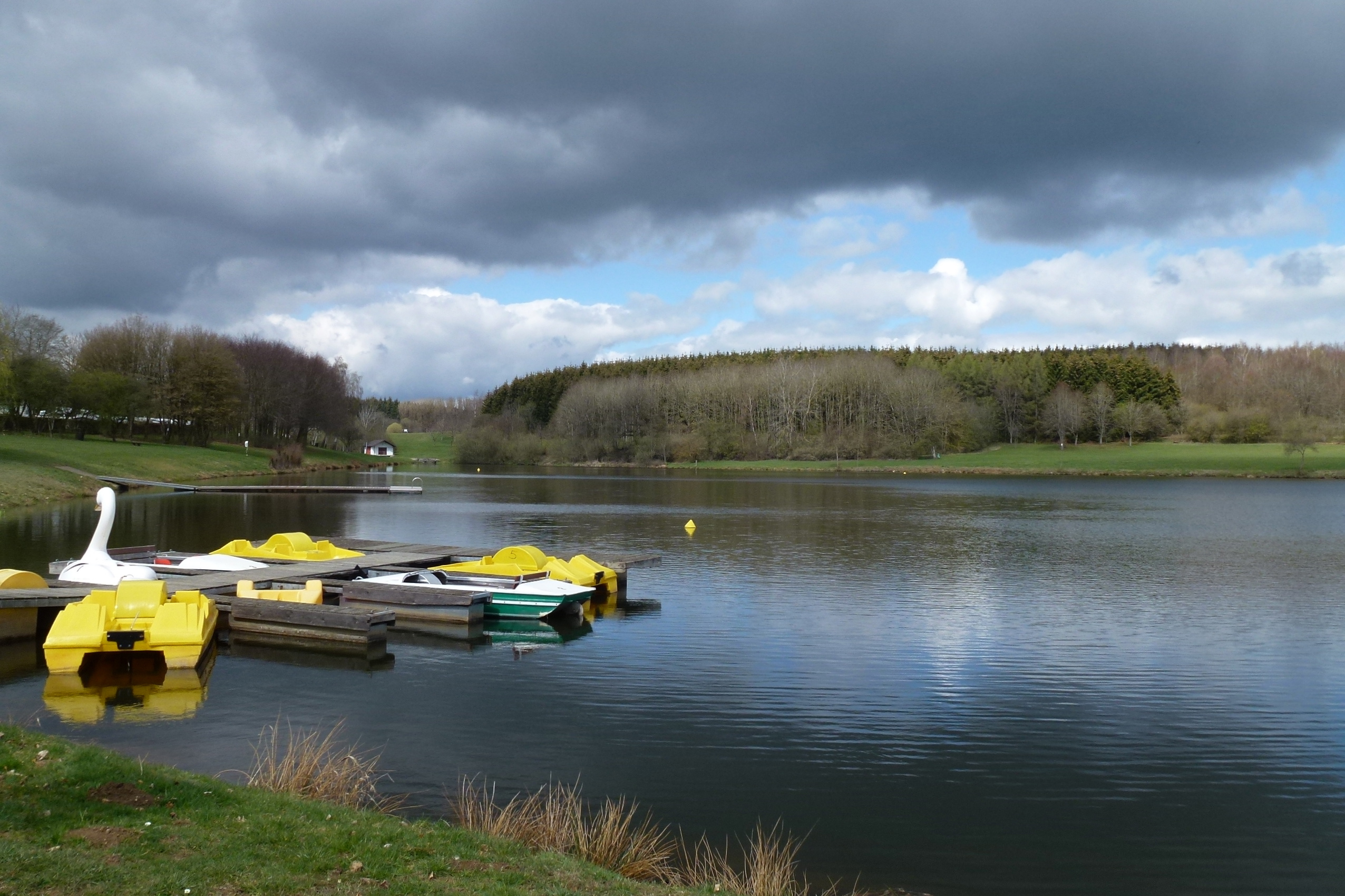
Untersee, het lager gelegen meer

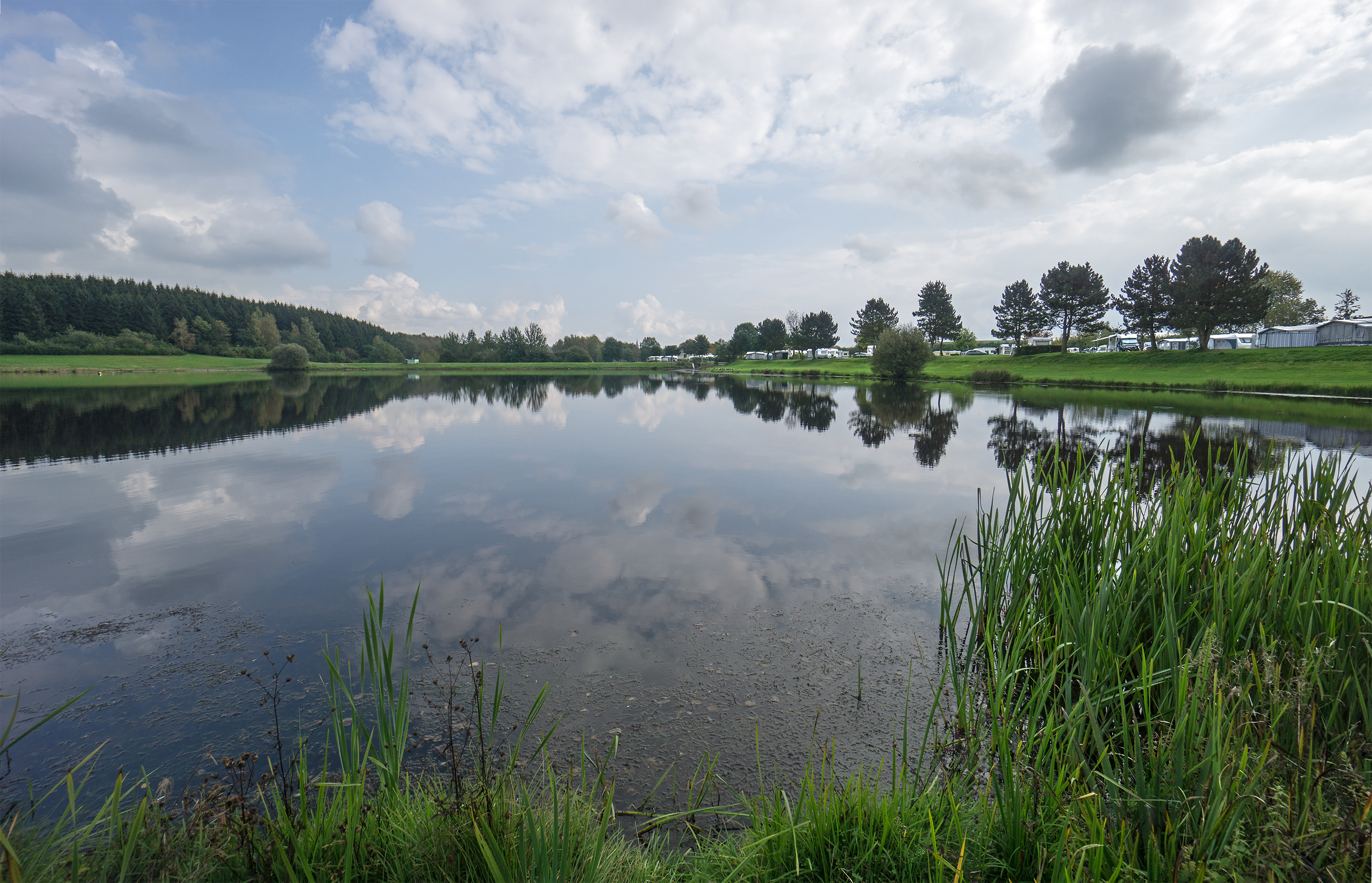
Obersee, het hoger gelegen meer

De Meren van Weiswampach (Frans: Lac de Weiswampach) zijn twee meren in de gemeente Weiswampach in Luxemburg. De meren zijn kunstmatig aangelegd, hebben elk een oppervlakte van 6 hectare en liggen ten noordwesten van het dorp Weiswampach. Ze worden gevoed door de Kailsbaach. 
Op het lager gelegen meer kunnen enkele watersporten beoefend worden, waaronder zwemmen, zeilen en waterfietsen, en op het hoger gelegen meer kan er gevist worden. Naast de meren ligt een camping.
Het strategisch plan ontwikkeld door Luxemburg voorziet een toeristisch project op de oevers van de twee meren (tegen 2022). Het voorziet in de bouw van een hotel (89 kamers) met een wellnessruimte die open is voor het publiek, een congrescentrum en een nieuw vakantiedorp, ter vervanging van de huidige camping. 